# Ypreville-Biville
Ypreville-Biville ist eine französische Gemeinde mit 544 Einwohnern (Stand 1. Januar 2022) im Département Seine-Maritime in der Region Normandie. Sie gehört zum Arrondissement Le Havre und zum Kanton Fécamp.

## Bevölkerungsentwicklung
| Jahr      | 1962 | 1968 | 1975 | 1982 | 1990 | 1999 | 2006 | 2013 |
| Einwohner | 389  | 409  | 378  | 432  | 431  | 451  | 502  | 576  |

## Sehenswürdigkeiten
- Kirche St. Michel aus dem 17. Jahrhundert
- Château de Biville
- Ruinen der Kapelle Biville aus dem 11. Jahrhundert
- Gräber aus dem 14. Jahrhundert auf dem örtlichen Friedhof

## Weblinks

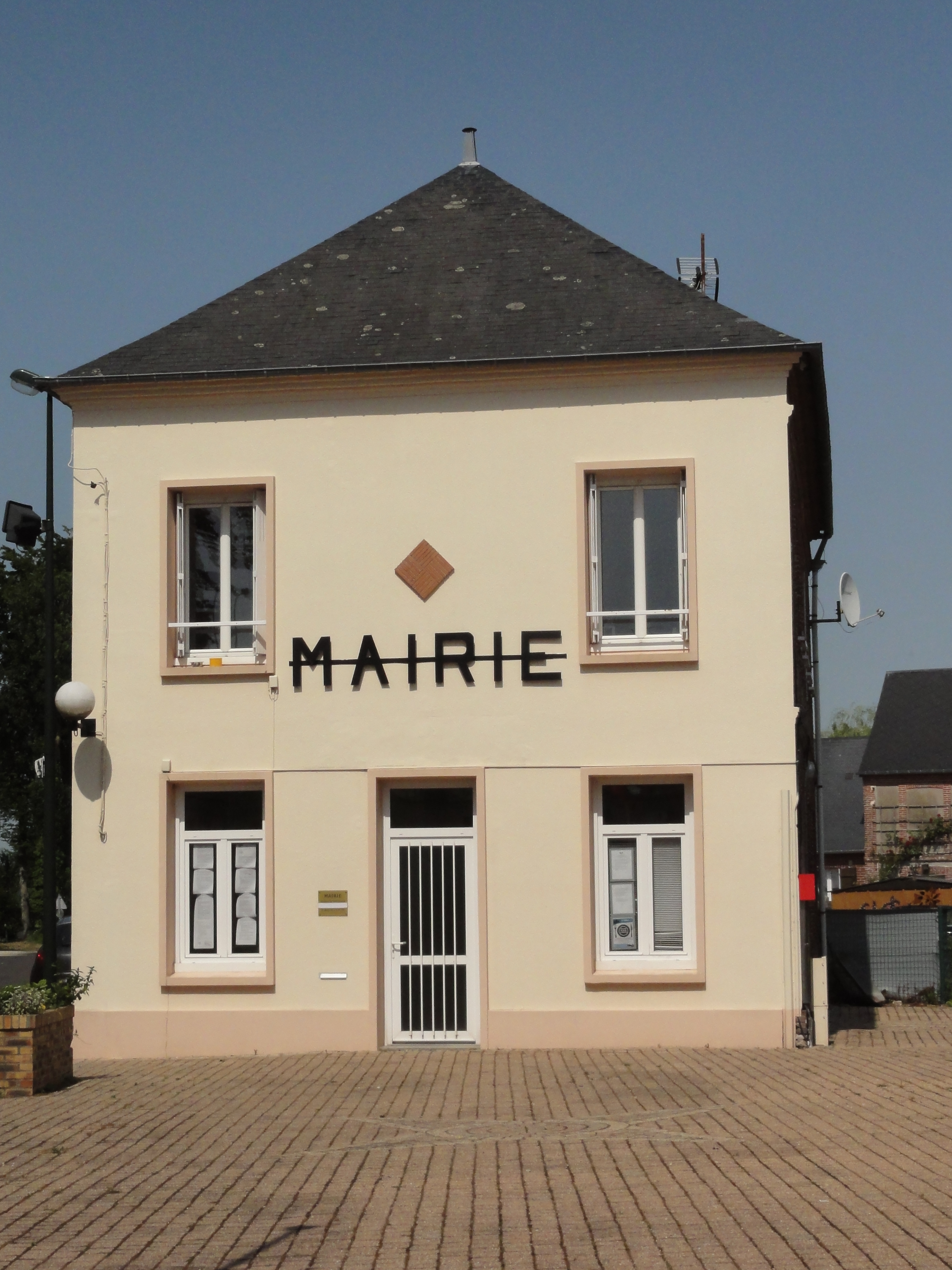
Rathaus (Mairie)